# Borgman
Borgman este un film olandez din 2013, un thriller regizat de Alex van Warmerdam. A fost nominalizat la Palme d'Or la Festivalul de Film de la Cannes din 2013 . Drafthouse Films a obținut drepturile de distribuție a filmului în SUA la doar o săptămână după premiera pe covorul roșu. A fost proiectat în secțiunea Avangardistă a Festivalului Internațional de Film de la Toronto din 2013. Filmul a fost selectat pentru a reprezenta cinematografia olandeză la a 86-a ediție a premiilor Oscar la categoria cel mai bun film străin, dar nu a fost nominalizat. La 22 august 2013, în Parcul Alexandru Ioan Cuza din București a fost proiectat gratuit în cadrul evenimentului „Cinema în aer liber”.

## Prezentare
La începutul filmului bărbați înarmați în costume de vânătoare îl caută în vizuini subterane pe Borgman și pe tovarășii săi. Borgman reușește în mod miraculos să scape de urmăritorii săi și îi anunță prin telefonulul mobil pe alții (Pascal și Ludwig) de pericol. Apoi Borgman (care se numește inițial Anton și apoi Kamil) ajunge  în fața unor case în care trăiesc familii relativ bogate. El sună la ușă, întrebând proprietarii dacă îi permit să facă o baie.
După mai multe eșecuri, ajunge în fața casei unui producător TV, Richard, care trăiește alături de soția sa Marina și de copii. Richard deschide ușa și-l refuză politicos pe Borgman. Apoi Borgman începe să afirme că o știe pe Marina, dar aceasta neagă. Exasperat, Richard îl bate brutal pe intrus. După ce Richard pleacă la muncă, Marina are milă de Borgman și îi permite să facă o baie, dar ajunge să-i dea voie să trăiască în casa de oaspeți.
Borgman reușește treptat să profite de imaginația Marinei, apărându-i și într-un vis, în timp ce relația ei cu Richard se deteriorează. În casă încep să se întâmple lucruri ciudate pe măsură ce se umple de persoane necunoscute. Borgman scapă de grădinarul familiei și îi cheamă pe camarazii săi care încep o lucrare uriașă de reamenajare a grădinii. Din fosta bunăstare aparentă a familiei nu mai rămâne nimic și pe măsură ce ne apropiem de sfârșitul filmului crește numărul de cadavre aruncate în noul lac din apropiere.

## Distribuție
- Jan Bijvoet este Camiel Borgman
- Hadewych Minis ca Marina
- Jeroen Perceval ca Richard
- Alex van Warmerdam ca Ludwig
- Tom Dewispelaere ca Pascal
- Sara Hjort Ditlevsen ca Stine
- Elve Lijbaart ca Isolde
- Dirkje van der Pijl ca Rebecca
- Pieter-Bas de Waard ca Leo
- Eva van de Wijdeven ca Ilonka
- Annet Malherbe ca Brenda

## Legături externe
- Site web oficial - Drafthouse Films
- Borgman la Internet Movie Database
- Borgman la Rotten Tomatoes
- Borgman la CineMagia